# Seghwaert
Seghwaert is een wijk (nummers 23 (gedeeltelijk), 24, 27 en 28 (gedeeltelijk)) in de Nederlandse gemeente Zoetermeer.
De naam van Seghwaert is gebaseerd op de archaïsche spelling van de naam van de voormalige gemeente Zegwaart, die in 1935 werd samengevoegd met (oud-)Zoetermeer en vormde daarmee de huidige gemeente Zoetermeer. Het grondgebied van Seghwaert beslaat echter maar een deel van grondgebied van Zegwaart.
Seghwaert is de vierde wijk die werd gebouwd toen was besloten om van Zoetermeer een groeistad te maken en zo de overloop van inwoners uit Den Haag op te vangen. Rond 1970 werd begonnen aan de nieuwbouw van de wijk. In 1965 was er echter  al een maquette waarop een aantal nieuwe wijken te zien was. Seghwaert had toen nog de tijdelijke naam Noordoostwijk. De bebouwing van de wijk bestaat voor 70% uit laagbouw en voor de rest uit gestapelde laagbouw. Hoogbouw is in Seghwaert niet te vinden.
De gemeente wilde in de nieuwe wijk intimiteit, levendigheid, woonerven en korte loopafstanden naar winkels, openbaar vervoer en groenvoorzieningen. Het autoverkeer moest ingeperkt worden om ruimte te bieden aan het openbaar vervoer, de fietser en de voetganger. 
Door het gebruik van verschillende woningtypen, kleuren en materialen werd voorkomen dat Seghwaert een saaie eentonige wijk werd.
Deze manier van bouwen leidde vanwege de hoge kosten echter tot steeds kritiek. Deze kritiek werd ook gevoed door de de verslechterde economische situatie in de tweede helft van de jaren zeventig. In de laatst gebouwde buurten van Seghwaert vindt men dan ook een duidelijk soberder straatbeeld.
Voordat de wijk werd gebouwd was het een agrarisch gebied vol met boomgaarden. Van één van deze boomgaarden, een perenboomgaard, is nu nog een deel terug te vinden als wijktuin ‘De Hof van Seghwaert’
In Seghwaert wilde men het oude polderlandschap in de nieuwe bebouwing zichtbaar laten. De straten en huizenblokken zijn daarom aangelegd in de richting van de vroegere kavels.
In Seghwaert zijn twee winkelcentra te vinden: Winkelcentrum Seghwaert aan de Petuniatuin en Winkelcentrum Leidsewallen aan het Meeuwenveld. Bij deze winkelcentra vindt men ook de geleijknamige haltes van RandstadRail (lijnen 3 en 4 en 34): Seghwaert en Leidsewallen.

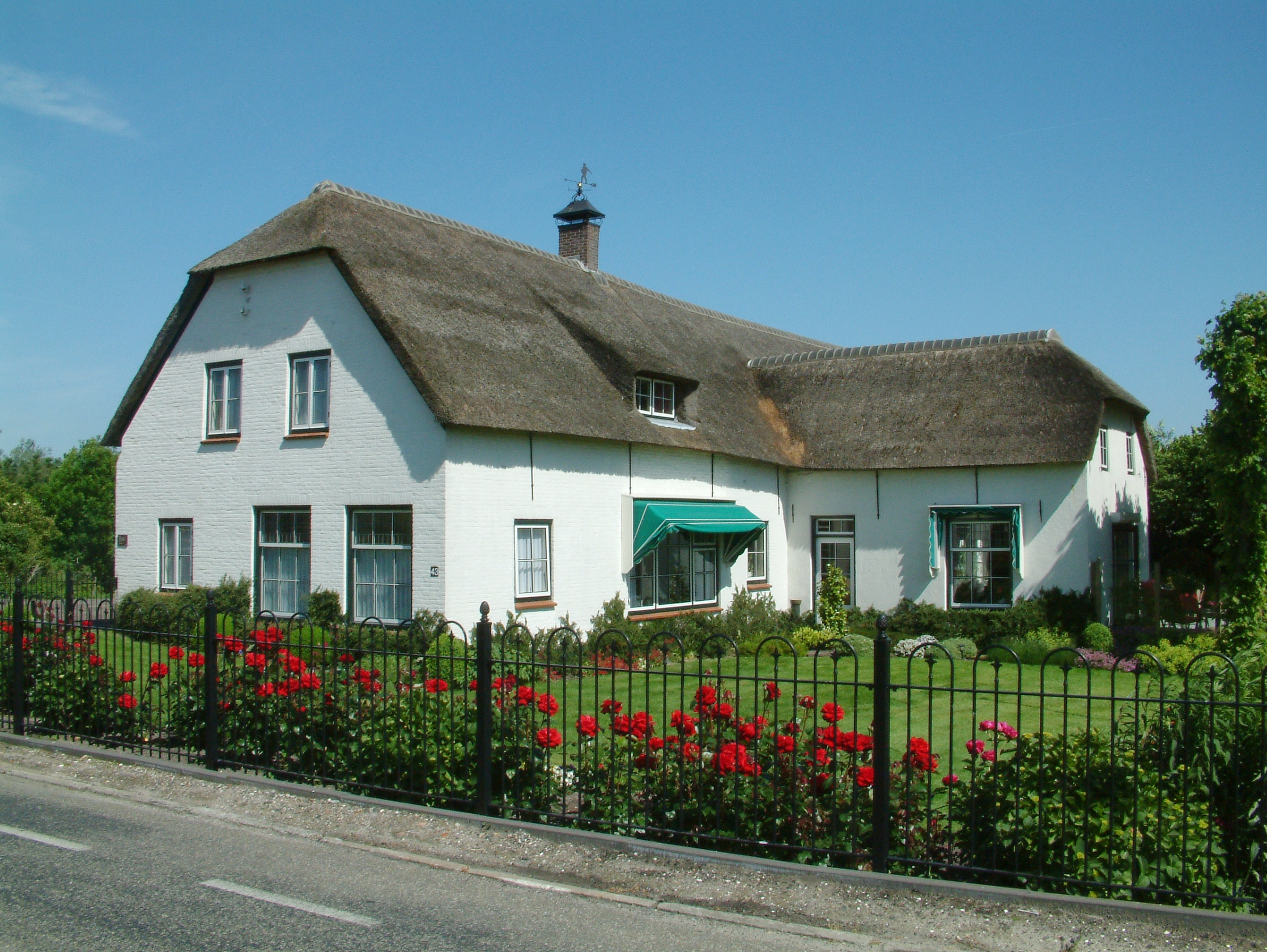
Boerderij aan de Zegwaartseweg